# R

Litera Rr scrisă cu fontul „School Script Dashed”.

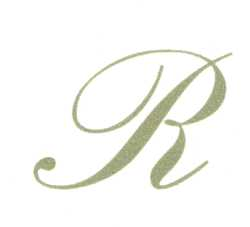
Majuscula R

Minuscula r

R este a optsprezecea literă din alfabetul latin și a douăzeci și una din alfabetul limbii române. În limba română această literă marchează o consoană vibrantă alveolară (uneori numită dentală în loc de alveolară) cu simbolul fonetic [r]. Unii vorbitori de limba română pronunță acest sunet ca o consoană vibrantă uvulară, [ʀ], ca în limba franceză (r graseiat sau gutural).
R reprezintă:
- În matematică:
  - R este notația pentru Mulțimea numerelor reale, dublându-se mereu liniile din care e alcătuit R-ul.

## Istorie
| D1 |

| D1 |

## Alte reprezentări
| Alfabetul fonetic NATO | Codul Morse |
| Romeo                  | ·–·         |

|                                                 |                     | ⠗       |
| Sistemul de semnalizare maritimă internațională | Alfabetul semaforic | Braille |